# Will Blyberg
Will ou Willie Blyberg, né le 18 novembre 1952, est un encreur de bande dessinée américain. Il a remporté plusieurs Eisners pour son travail sur Space Ghost et Astro City.

## Récompenses
- 1988 : Prix Eisner de la meilleure équipe artistique pour Space Ghost Special (avec Steve Rude et Ken Steacy)
- 1997 : Prix Eisner (avec Kurt Busiek et Brent Anderson) de la meilleure série pour Astro City et du meilleur numéro (Best Single Issue) pour Astro City vol. II n°1 : Welcome to Astro City
- 1998 : Prix Eisner (avec Kurt Busiek et Brent Anderson) de la meilleure série pour Astro City, du meilleur numéro (Best Single Issue) pour Astro City vol. II n°10 : Show’Em All et de la meilleure histoire à suivre pour Confession (Astro City vol. II n°4-9)